# Байдібек-бі
Байдібе́к-бі (каз. Бәйдібек би) — село у складі Єнбекшиказахського району Алматинської області Казахстану. Адміністративний центр та єдиний населений пункт Байдібек-бійського сільського округу.
У радянські часи існувало два села «Маловодне» та «Євгеньєвка». До 2014 року село називалось Маловодне.
Населення — 10444 особи (2021; 9802 у 2009, 7001 у 1999, 7452 у 1989).